# Voxel
En voxel er et volume-element (fordansket: rumfangselement). Det svarer til den tre-dimensionale version af en pixel (en pixel er et to-dimensionalt billedelement). Ordet voxel er konstrueret som en sammentrækning af volume og pixel, hvor el kommer fra element. 
Begrebet bruges hvor man har tre-dimensionelle data, f.eks. i tomografi i medicinsk billeddiagnostik og  volume-baseret Computergrafik såsom volumerendering.